# مارسل جری
مارسل جری (به انگلیسی: Marcel Gery) (زادهٔ ۱۵ مارس ۱۹۶۵) شناگر اهل کانادا است.